# جزر السوابع
جزر السوابع أو الأشقاء السبعة أو الجزر السبعة، هو أرخبيل في قطاع دكة المعيون بمضيق باب المندب (بين البحر الأحمر وخليج عدن). تتبع الجزر مقاطعة أبخ في جيبوتي، وهو موقع شهير للغطس.
الأرخبيل في الأصل هو سلسلة من ستة جزر بركانية تمتد إلى حوالي 10 كم على خط ممت من الشرق-الغرب:
- الجزيرة الغربية، أو الجزيرة الحمراء (الحمراء)، ارتفاع 62 م
- الجزيرة المزدوجة (اودا دبالي)، ارتفاع 46 م
- الجزيرة السفلى (تولكا)، ارتفاع 17 م
- الجزيرة الكبرى (كادا دبالي)، ارتفاع 114 م
- الجزيرة الشرقية (H̱orod le ‘Ale)، ارتفاع 83 م
- الجزيرة الجنوبية (‘اوندا كوماتيو)، ارتفاع 47 م

«الجزر السوابع» ليست جزيرة لكنها تل بركاني على الحافة الشمالية لشبه جزيرة رأس سيان.
الجزيرة الغربية تقع على بعد 4.5 كم شرق شبه جزيرة سيان و6 كم شمال شرق الساحل الجيبوتي.
جميع الجزر محاطة بشعاب مرجانية. جميعها مائلة للون البني، عدا الجزيرة الكبرى والتي تميل للأصفر. توجد علامة بناء على قمة الجزيرة الكبرى.

## المناخ
يظهر الجدول التالي التغييرات المناخية على مدار السنة لجزر السوابع:
| البيانات المناخية لـجزر السوابع   | البيانات المناخية لـجزر السوابع | البيانات المناخية لـجزر السوابع | البيانات المناخية لـجزر السوابع | البيانات المناخية لـجزر السوابع | البيانات المناخية لـجزر السوابع | البيانات المناخية لـجزر السوابع | البيانات المناخية لـجزر السوابع | البيانات المناخية لـجزر السوابع | البيانات المناخية لـجزر السوابع | البيانات المناخية لـجزر السوابع | البيانات المناخية لـجزر السوابع | البيانات المناخية لـجزر السوابع | البيانات المناخية لـجزر السوابع |
| الشهر                             | يناير                           | فبراير                          | مارس                            | أبريل                           | مايو                            | يونيو                           | يوليو                           | أغسطس                           | سبتمبر                          | أكتوبر                          | نوفمبر                          | ديسمبر                          | المعدل السنوي                   |
| --------------------------------- | ------------------------------- | ------------------------------- | ------------------------------- | ------------------------------- | ------------------------------- | ------------------------------- | ------------------------------- | ------------------------------- | ------------------------------- | ------------------------------- | ------------------------------- | ------------------------------- | ------------------------------- |
| متوسط درجة الحرارة الكبرى °م (°ف) | 29.8 (85.6)                     | 29.8 (85.6)                     | 31.4 (88.5)                     | 33.2 (91.8)                     | 35.6 (96.1)                     | 38.2 (100.8)                    | 39.0 (102.2)                    | 38.3 (100.9)                    | 37.1 (98.8)                     | 34.4 (93.9)                     | 31.8 (89.2)                     | 30.3 (86.5)                     | 34.1 (93.3)                     |
| متوسط درجة الحرارة الصغرى °م (°ف) | 22.6 (72.7)                     | 23.4 (74.1)                     | 24.4 (75.9)                     | 25.8 (78.4)                     | 27.9 (82.2)                     | 30.1 (86.2)                     | 30.2 (86.4)                     | 29.4 (84.9)                     | 29.5 (85.1)                     | 26.5 (79.7)                     | 23.8 (74.8)                     | 22.7 (72.9)                     | 26.4 (79.4)                     |
| معدل هطول الأمطار مم (إنش)        | 4 (0.2)                         | 3 (0.1)                         | 6 (0.2)                         | 4 (0.2)                         | 1 (0.0)                         | 0 (0)                           | 5 (0.2)                         | 6 (0.2)                         | 12 (0.5)                        | 4 (0.2)                         | 4 (0.2)                         | 4 (0.2)                         | 53 (2.2)                        |
| المصدر: World Weather             |                                 |                                 |                                 |                                 |                                 |                                 |                                 |                                 |                                 |                                 |                                 |                                 |                                 |